# Sebastian Samuelsson
Sebastian Samuelsson (Katrineholm, 28 maart 1997) is een Zweeds biatleet. 

## Carrière
Samuelsson eindigde tijdens de Olympische Winterspelen 2018 op de sprint als veertiende, op de achtervolging startte hij om die reden als veertiende door het maken van slechts één schietfout wist hij op te klimmen naar de tweede plek en kreeg het zilver omgehangen. Tijdens de estafette won hij met zijn ploeggenoten de gouden medaille. Op de wereldkampioenschappen in 2019 in eigen land won hij samen met Hanna Öberg de bronzen medaille op de Single gemengde estafette.
Op de wereldkampioenschappen in Oberhof in 2023 won Samuelsson 4 medailles waarvan een gouden in de massastart. 

## Belangrijkste resultaten

### Olympische Winterspelen
| Jaar | Plaats      | Onderdeel   | Onderdeel | Onderdeel     | Onderdeel  | Onderdeel | Onderdeel          |
| Jaar | Plaats      | Individueel | Sprint    | Achtervolging | Massastart | Estafette | Gemengde estafette |
| ---- | ----------- | ----------- | --------- | ------------- | ---------- | --------- | ------------------ |
| 2018 | Pyeongchang | 4e          | 14e       | ↑             | 23e        | ↑         | –                  |
| 2022 | Peking      | 30e         | 8e        | 5e            | 11e        | 5e        | 4e                 |

### Wereldkampioenschappen
| Jaar | Plaats               | Onderdeel   | Onderdeel | Onderdeel     | Onderdeel  | Onderdeel | Onderdeel          | Onderdeel                 |
| Jaar | Plaats               | Individueel | Sprint    | Achtervolging | Massastart | Estafette | Gemengde estafette | Single gemengde estafette |
| ---- | -------------------- | ----------- | --------- | ------------- | ---------- | --------- | ------------------ | ------------------------- |
| 2017 | Hochfilzen           | 52e         | 76e       | —             | —          | 11e       | —                  |                           |
| 2019 | Östersund            | 4e          | 29e       | 16e           | 26e        | 7e        | 5e                 | Brons                     |
| 2020 | Rasen-Antholz        | 10e         | 11e       | 19e           | 27e        | 10e       | 11e                | 4e                        |
| 2021 | Pokjluka             | 24e         | 8e        | Zilver        | 10e        | Zilver    | Brons              | Brons                     |
| 2023 | Oberhof              | Brons       | 11e       | Brons         | Goud       | Brons     | 9e                 | 4e                        |
| 2024 | Nové Město na Moravě | 7e          | 5e        | 6e            | 23e        | Goud      | Brons              | 4e                        |

### Wereldbeker

#### Eindklasseringen
| Seizoen   | Algemeen | Individueel | Sprint | Achtervolging | Massastart |
| --------- | -------- | ----------- | ------ | ------------- | ---------- |
| 2016/2017 | 43e      | 46e         | 36e    | 42e           | 44e        |
| 2017/2018 | 44e      | 58e         | 44e    | 32e           | —          |
| 2018/2019 | 22e      | 9e          | 16e    | 28e           | 28e        |
| 2019/2020 | 28e      | 20e         | 21e    | 26e           | 46e        |
| 2020/2021 | 6e       | 14e         | 4e     | 5e            | 15e        |
| 2021/2022 | Brons    | 57e         | Zilver | Zilver        | 5e         |
| 2022/2023 | 14e      | 21e         | 16e    | 12e           | 29e        |
| 2023/2024 | 9e       | 17e         | 10e    | 4e            | 24e        |

Wereldbekerzeges
| Nr.         | Datum            | Plaats      | Onderdeel                 |
| Individueel | Individueel      | Individueel | Individueel               |
| ----------- | ---------------- | ----------- | ------------------------- |
| 1.          | 5 december 2020  | Kontiolahti | 12,5 km achtervolging     |
| 2.          | 28 november 2021 | Östersund   | 10 km sprint              |
| 3.          | 2 december 2021  | Östersund   | 10 km sprint              |
| 4.          | 3 december 2023  | Östersund   | 12,5 km achtervolging     |
| Estafettes  |                  |             |                           |
| 1.          | 7 januari 2018   | Oberhof     | 4x7,5 km estafette        |
| 2.          | 16 december 2018 | Hochfilzen  | 4x7,5 km estafette        |
| 3.          | 28 november 2019 | Östersund   | Single gemengde estafette |
| 4.          | 13 december 2020 | Hochfilzen  | 4x7,5 km estafette        |
| 5.          | 14 maart 2021    | Nové Město  | Single gemengde estafette |
| 6.          | 25 november 2023 | Östersund   | Single gemende estafette  |